# Municipio de Płaska
Płaska es un municipio (gmina) rural del distrito de Augustów, en el voivodato de Podlaquia (Polonia). Su sede administrativa es la ciudad de Płaska, ubicada a unos veinte kilómetros al este de Augustów, la sede del distrito, y a unos ochenta y ocho al norte de Białystok, la capital del voivodato. En 2011, según la Oficina Central de Estadística polaca, el municipio tenía una superficie de 372,67 km² y una población de 2555 habitantes.